# Полина Чавес
Полина Чавес (на английски: Paulina Chávez, родена на 22 май 2002 г.) е американска актриса. Тя е известна с ролите си в сериали на „Нетфликс“ като The Expanding Universe of Ashley Garcia (2020) и Флора във втория сезон на „Съдба: Сагата на Уинкс“ (2022). През 2024 г. озвучава Пунгуари във филма „Семейство Касагранде: Филмът“ на „Никелодеон“ и взема участие в сериала на „Парамаунт+“ Landman в ролята си на Ариана.

## Филмография

### Филми
1. The Long Game (2023) – Даниела Торес
2. „Семейство Касагранде: Филмът“ (2024) – Пунгуари/Шара (глас)
3. Alexander and the Terrible, Horrible, No Good, Very Bad Road Trip (2025) – Мия Гарсия

### Сериали
1. Game On: A Comedy Crossover Event (2020) – Ашли Гарсия
2. Feliz NaviDAD (2020) – Ноел
3. The Expanding Universe of Ashley Garcia (2020) – Ашли Гарсия
4. „Съдба: Сагата за Уинкс“ (2022) – Флора
5. Landman (2024) – Ариана